# أملج بدومي
أملج بدومي (الاسم العلمي:Phyllanthus beddomei) هو نوع من النباتات يتبع جنس الأملج من الفصيلة الأملجية.